# Botschaft Haitis in Berlin

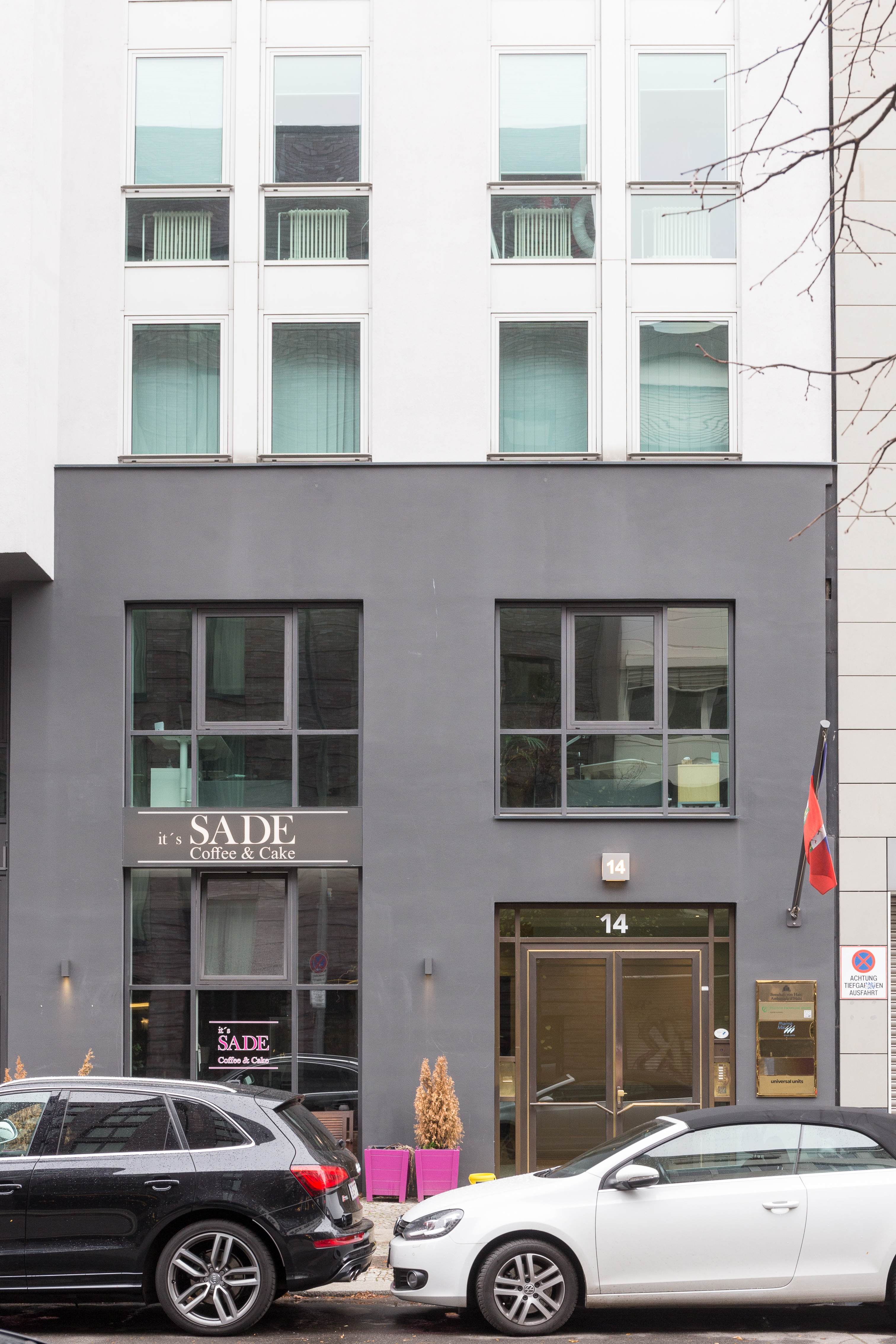
Botschaft Uhlandstraße 14

Die Botschaft Haitis in Berlin ist die diplomatische Vertretung der Republik Haiti in Deutschland. Sie hat ihren Sitz in der Uhlandstraße 14 im Ortsteil Charlottenburg des Bezirks Charlottenburg-Wilmersdorf.
Botschafter ist seit dem 11. März 2021 Frantz Bataille.
Haiti unterhält ein Honorarkonsulat in Bremerhaven.

## Geschichte der diplomatischen Beziehungen
Der Beginn diplomatischer Beziehungen zwischen Haiti und Deutschland reicht bis in das deutsche Kaiserreich zurück. Im Jahr 1900 weist das Berliner Adressbuch als Gesandten Jean Joseph Dalbemar aus, sein Sitz befand sich in der Courbièrestraße 10 in Schöneberg.
Am 23. September 1953 nahmen Haiti und die Bundesrepublik Deutschland diplomatische Beziehungen auf. Die Botschaft hatte ihren Sitz in der Schlossallee 10 in Bonn-Bad Godesberg. Wegen des Umzugs von Bundestag und Regierung nach Berlin verlegte auch die Botschaft Haitis im November 1999 ihren Sitz in die neue deutsche Hauptstadt, zunächst in die Meinekestraße 5 in Berlin-Charlottenburg. Heute (Stand: 2023) befindet sie sich in der Uhlandstraße 14 in Berlin-Charlottenburg.
Zwischen Haiti und der DDR bestanden keine diplomatischen Beziehungen.

## Botschafter (seit 2021)
- 2021, 11. März: Frantz Bataille[6]

## Gebäude
Die Botschaft befindet sich in einem 1991 errichteten Büro- und Geschäftshaus in der Uhlandstraße 14.